# ایستگاه آئومونو-یوکوچو
ایستگاه آئومونو-یوکوچو (به ژاپنی: 青物横丁駅 Aomono-yokochō-eki) یک ایستگاه قطار در منطقه شیناگاوا-کو، توکیو در توکیو است که توسط شرکت راه‌آهن کیکیو اداره می‌شود.